# جون بي. توماس
جون بي. توماس (بالإنجليزية: John B. Thomas)‏ هو مهندس كهربائي أمريكي، ولد في 14 يوليو 1925 في نيو كنسينغتون في الولايات المتحدة، وتوفي في 13 سبتمبر 2018.